# Girolamo Ramorino
Girolamo Ramorino, także Hieronim Ramorino (ur. 8 lub 9 kwietnia 1792 w Genui, zm. 22 maja 1849 w Turynie) – polski i włoski generał.

## Życiorys
Absolwent szkoły wojskowej w La Fleche. Oficer armii francuskiej. Doszedł do stopnia szefa szwadronu. W 1821 walczył w powstaniu piemonckim. Po jego upadku osiadł w Paryżu i zajmował się handlem.
W marcu 1831 zwerbowany do służby w wojskach powstańczych. Pułkownik i dowódca brygady jazdy. W kwietniu 1831 został mianowany generałem brygady dzięki protekcji płk. Władysława Zamoyskiego i księcia Adama Jerzego Czartoryskiego. W lipcu tegoż roku został mianowany generałem dywizji i dowódcą II Korpusu; szefem sztabu był płk Władysław Zamoyski, a w składzie Korpusu ks. A.J. Czartoryski.
Dowodził zwycięską bitwą pod Międzyrzecem Podlaskim, jednak sukcesu tego nie wykorzystał (mógł – posiadając znacznie większe siły niż Rosjanie – z łatwością rozgromić przeciwnika, odrzucił go jednak tylko do linii Bugu i pozwolił się mu przegrupować). 18 września skierowany przeciwko wojskom rosyjskim gen. Rosena nie wykonał rozkazu, samowolnie opuścił teatr działań, zdezerterował do Galicji i złożył broń przed Austriakami.
W 1849 wziął udział w kampanii włosko-austriackiej podczas której dowodził 5. Dywizją Sardyńską armii piemonckiej przeciwko Austrii. Ponownie wykazał się niesubordynacją i stał się współwinnym klęski wojsk sardyńskich pod Novarą. Z wyroku sądu wojennego został skazany na śmierć i rozstrzelany w Turynie za niewykonanie rozkazu.